# Syldaviska
Syldaviska är ett språk i det fiktiva landet Syldavien. Språket förekommer ibland i Tintins äventyr. Språket skrivs med såväl det kyrilliska alfabetet som det latinska alfabetet.
Språket är ett västgermanskt språk som talas i ett traditionellt slaviskt område.
Om man ska se det ur en mer realistisk synvinkel, så beror det på att språket är baserat på en flamländsk dialekt som serietecknaren Hergés mormor talade, och att han skrev in det i serien för sitt eget nöjes skull.